# 東酒々井
東酒々井（ひがししすい）は、千葉県印旛郡酒々井町の町丁。現行行政地名は東酒々井一丁目から東酒々井六丁目。郵便番号285-0923。

## 地理
北は上岩橋、東は尾上、南東はふじき野、南は下台、東は酒々井に隣接している。

## 世帯数と人口
2017年（平成29年）11月1日現在の世帯数と人口は以下の通りである。
| 丁目           | 世帯数    | 人口    |
| -------------- | --------- | ------- |
| 東酒々井一丁目 | 481世帯   | 933人   |
| 東酒々井二丁目 | 441世帯   | 912人   |
| 東酒々井三丁目 | 663世帯   | 1,326人 |
| 東酒々井四丁目 | 322世帯   | 713人   |
| 東酒々井五丁目 | 361世帯   | 828人   |
| 東酒々井六丁目 | 464世帯   | 990人   |
| 計             | 2,732世帯 | 5,702人 |

## 小・中学校の学区
町立小・中学校に通う場合、学区は以下の通りとなる。
| 丁目           | 番地 | 小学校                 | 中学校                 |
| -------------- | ---- | ---------------------- | ---------------------- |
| 東酒々井一丁目 | 全域 | 酒々井町立大室台小学校 | 酒々井町立酒々井中学校 |
| 東酒々井二丁目 | 全域 | 酒々井町立大室台小学校 | 酒々井町立酒々井中学校 |
| 東酒々井三丁目 | 全域 | 酒々井町立大室台小学校 | 酒々井町立酒々井中学校 |
| 東酒々井四丁目 | 全域 | 酒々井町立大室台小学校 | 酒々井町立酒々井中学校 |
| 東酒々井五丁目 | 全域 | 酒々井町立大室台小学校 | 酒々井町立酒々井中学校 |
| 東酒々井六丁目 | 全域 | 酒々井町立大室台小学校 | 酒々井町立酒々井中学校 |

## 施設

### 一丁目
- 東酒々井郵便局
- 昭苑幼稚園
- 昭苑保育園
- 梅の木公園

### 二丁目
- どうぶつ公園

### 三丁目
- 大森公園
- 記念公園
- 夾竹桃公園

### 五丁目
- くじら公園
- さるすべり公園

### 六丁目
- アイビ・ネオハイツ酒々井
- 柿の木公園
- 昭和公園

## 交通

### 鉄道
地内に鉄道は通っていない。酒々井にある成田線の酒々井駅が利用できる。